# Карнаухов, Николай Петрович
Николай Петрович Карнаухов (иногда Корнаухов; 25 ноября [7 декабря] 1881, станица Оренбургская, Российская империя — после 1925) — войсковой старшина Императорской армии, генерал-майор Белого движения, командующий 4-й Оренбургской казачьей дивизией, начальник гарнизонов в Оренбурге (1918) и в Кустанае (1918), кавалер ордена Святой Анны 2-й степени (1916).

## Биография
Родился 25 ноября (7 декабря) 1881 года в станице Оренбургской одноименной губернии в семье казаков.
В 1902 году окончил Оренбургское казачье юнкерское училище, а затем и Офицерскую стрелковую школу. В ступил в службу в 1900 — был выпущен хорунжим в комплект Оренбургских казачьих полков. Стал сотником в 1907 году, подъесаулом — в 1910, а есаулом — 1914. В период Первой мировой войны, в 1915 году, Карнаухов получил звание войскового старшины, а во время Гражданской войны — полковника (1918, «за отличия в боях с большевиками»).
В Русско-японскую войну Николай Петрович служил в частях Уссурийского казачьго войска, а затем перешёл в Оренбургский 2-й казачий полк (1907—10). С 1912 по 1914 год он находился на льготе. С началом Мировой войны оказался в составе Оренбургского 14-го казачьего полка (1914—17) — с 1915 года заведовал его хозяйством. После Февральской революции Карнаухов был избран делегатом от фронтовых частей Оренбургского войска на Общеказачьем съезде в Петрограде (март 1917). После этого он стал заместителем председателя Первого Войскового круга (с апреля по май), а также членом ревизионной комиссии.
С началом Гражданской войны, в феврале 1918 года, Николай Карнаухов избрался командиром партизанского казачьего отряда, действовавшего против большевиков в районе станиц Буранная и Изобильная — в боях за последний населённый пункт погиб С. М. Цвиллинг. С 22 мая Карнаухов принял командование над Восточным отрядом (иногда именуемого фронтом). В июле этот отряд одним из первых ворвался в город Оренбург. 7 июля Николай Петрович был назначен командиром Самаро-Уфимского фронта. По сведениям на 21 июля, он являлся начальником гарнизона Оренбурга.
С 28 июня по 24 июля 1918 года Николай Карнаухов являлся командиром Оренбургского 1-го казачьего полка, а в сентябре возглавил 1-ю бригаду 1-й Оренбургской казачьей дивизии. В этот период он также командовал войсками Орского фронта — был произведен в генерал-майоры за боевые заслуги («за операции под Орском, очищение войсковой территории от большевиков и за лихие действия в тылу красной армии»). 9 ноября Карнаухов принял командование Бузулукской группой войск Юго-Западной армии (известной также как Бузулукский фронт), а с 10 декабря — и 4-й Оренбургской казачьей дивизией.
В феврале 1919 года Николай Петрович участвовал в третьем очередном Войсковом круге оренбургских казаков в Троицке. Уже в марте он был отчислен в распоряжение Войскового штаба «по болезни». В апреле—августе возглавлял гарнизон города Кустаная; с августа же получил под своё начало отряд в составе Конной партизанской группы генерала Л. Н. Доможирова. Этот отряд воевал в районе Троицка и Кустаная в ходе Тобольско-Петропавловской операции.
Был участником Голодного похода Оренбургской армии в ноябре—декабре 1919 года. В марте 1920 года оказался в эмиграции в Китае — принял участие в походе к Шара-Сумэ. В 1921 году был интернирован, вместе с отрядом в 650 казаков, на границе Китая и Монголии, после чего вернулся в Китай.
По состоянию на 1925 год состоял атаманом станицы Тяньцзинской, затем жил в Шанхае; его дальнейшая судьба на сегодня не прослежена.

## Награды
- Орден Святого Владимира 4 степени с мечами и бантом (1915)
- Орден Святой Анны 2 степени с мечами (1916)
- Орден Святой Анны 3 степени с мечами и бантом (1905)
- Орден Святого Станислава 2 степени с мечами (1916)
- Орден Святого Станислава 3 степени с мечами и бантом (1904)
- Благодарность круга объединенных станиц (1918)[3][4]